# Sanqu, Chongqing
Sanqu (kinesiska: 三驱) är en köping i sydvästra Kina. Den ligger i stadsdistriktet Dazu i storstadsområdet Chongqing, omkring 92 kilometer väster om det centrala stadsdistriktet Yuzhong. Antalet invånare är 28 563. Befolkningen består av 13 913 kvinnor och 14 650 män. Barn under 15 år utgör 18,0 %, vuxna 15-64 år 66 %, och äldre över 65 år 15,0 %.